# Aachener Turn- und Sportverein Alemannia 1900 1969-1970
Questa voce raccoglie le informazioni riguardanti l'Aachener Turn- und Sportverein Alemannia 1900 nelle competizioni ufficiali della stagione 1969-1970.

## Stagione
Nella stagione 1969-1970 l'Alemannia, allenato da Georg Stollenwerk e Willibert Weth, concluse il campionato di Bundesliga al 18º posto.

## Rosa
| N. |                     | Ruolo | Calciatore          |
| -- | ------------------- | ----- | ------------------- |
|    | Germania (bandiera) | P     | Gerhard Prokop      |
|    | Germania (bandiera) | P     | Werner Scholz       |
|    | Germania (bandiera) | P     | Heinz Schors        |
|    | Germania (bandiera) | D     | Erwin Hermandung    |
|    | Germania (bandiera) | D     | Werner Nievelstein  |
|    | Germania (bandiera) | D     | Rolf Pawellek       |
|    | Germania (bandiera) | D     | Josef Thelen        |
|    | Germania (bandiera) | C     | Karl-Heinz Bechmann |
|    | Germania (bandiera) | C     | Siegfried Frank     |
|    | Germania (bandiera) | C     | Erwin Hoffmann      |
|    | Germania (bandiera) | C     | Josef Martinelli    |
|    | Germania (bandiera) | C     | Werner Pöhler       |
|    | Germania (bandiera) | C     | Christoph Walter    |

| N. |                     | Ruolo | Calciatore        |
| -- | ------------------- | ----- | ----------------- |
|    | Belgio (bandiera)   | A     | Roger Claessen    |
|    | Germania (bandiera) | A     | Herbert Gronen    |
|    | Germania (bandiera) | A     | Wolfgang Habich   |
|    | Romania (bandiera)  | A     | Ion Ionescu       |
|    | Germania (bandiera) | A     | Jupp Kapellmann   |
|    | Germania (bandiera) | A     | Kalle Klostermann |
|    | Germania (bandiera) | A     | Karl-Heinz Krott  |
|    | Germania (bandiera) | A     | Heinz Kulik       |
|    | Germania (bandiera) | A     | Heinz Liermann    |
|    | Germania (bandiera) | A     | Karl-Heinz Sell   |
|    | Germania (bandiera) | A     | Werner Tenbruck   |
|    | Germania (bandiera) | A     | Jürgen Walbeck    |

## Organigramma societario
Area tecnica
- Allenatore: Willibert Weth
- Allenatore in seconda:
- Preparatore dei portieri:
- Preparatori atletici:

## Calciomercato

### Sessione estiva
| Acquisti | Acquisti | Acquisti | Acquisti |
| R.       | Nome     | da       | Modalità |
| -------- | -------- | -------- | -------- |

| Cessioni | Cessioni           | Cessioni       | Cessioni |
| R.       | Nome               | a              | Modalità |
| -------- | ------------------ | -------------- | -------- |
| P        | Günter Knops       | SC Jülich 1910 |          |
| D        | Barnabas Liebhaber | AZ Alkmaar     |          |

## Risultati

### Bundesliga

#### Girone di andata
| Aquisgrana 16 agosto 1969, ore 15:30 CET 1ª giornata | Alemannia Aquisgrana | 0 – 0 referto | Monaco 1860 | Stadio Tivoli (22 000 spett.)\| Arbitro: \| Ott \| |
| Arbitro:                                             | Ott                  |               |             |                                                    |

| Arbitro: | Fritz |

|                  |           |  |
| Lippens 18’, 25’ | Marcatori |  |

| Arbitro: | Schäfer |

|                              |           |           |
| Brungs 27’ Patzke 88’ (rig.) | Marcatori | 61’ Krott |

| Arbitro: | Fuchs |

|                                            |           |                   |
| Kapellmann 15’, 29’ Claessen 68’ Krott 80’ | Marcatori | 31’, 43’ Weidmann |

| Arbitro: | Herden |

|                               |           |  |
| Flohe 29’ Rupp 82’ Thelen 89’ | Marcatori |  |

| Arbitro: | Tschenscher |

|              |           |             |
| Claessen 77’ | Marcatori | 17’ Skoblar |

| Arbitro: | Riegg |

|                                          |           |                |
| Seeler 63’, 85’ Pötzschke 66’ Schulz 89’ | Marcatori | 57’ Kapellmann |

| Arbitro: | Fritz |

|                          |           |  |
| Pawellek 35’ Ionescu 68’ | Marcatori |  |

| Arbitro: | Hennig |

|                                         |           |  |
| Pohlschmidt 30’ Wittkamp 83’ Neuser 86’ | Marcatori |  |

| Arbitro: | Bien |

|                |           |                                                     |
| Kapellmann 83’ | Marcatori | 18’ Schwarzenbeck 26’ (rig.) Müller 49’ Beckenbauer |

| Arbitro: | Fritz |

|                                                       |           |             |
| Köppel 13’ Laumen 51’ Fevre 69’ Netzer 76’ Wimmer 87’ | Marcatori | 41’ Ionescu |

| Arbitro: | Schröck |

|                             |           |            |
| Kapellmann 70’ Tenbruck 84’ | Marcatori | 72’ Nickel |

| Arbitro: | Horstmann |

|                                     |           |                |
| Krafczyk 5’ Rumor 23’ Friedrich 65’ | Marcatori | 75’ Kapellmann |

| Arbitro: | Heumann |

|                                                       |           |           |
| Hermandung 38’ Ionescu 59’ (rig.) Hoffmann 84’ (rig.) | Marcatori | 80’ Weist |

| Arbitro: | Seiler |

|                             |           |  |
| Gersdorff 2’, 79’ Ulsaß 37’ | Marcatori |  |

| Aquisgrana 12 dicembre 1969, ore 20:00 CET 16ª giornata | Alemannia Aquisgrana | 0 – 0 referto | Werder Brema | Stadio Tivoli (10 000 spett.)\| Arbitro: \| Wengenmayer \| |
| Arbitro:                                                | Wengenmayer          |               |              |                                                            |

| Arbitro: | Heckeroth |

|                        |           |           |
| Wißmann 29’ Pavlić 87’ | Marcatori | 59’ Krott |

#### Girone di ritorno
| Monaco di Baviera 10 marzo 1970, ore 20:00 CET 18ª giornata | Monaco 1860 | 0 – 0 referto | Alemannia Aquisgrana | Stadion an der Grünwalder Straße (28 000 spett.)\| Arbitro: \| Biwersi \| |
| Arbitro:                                                    | Biwersi     |               |                      |                                                                           |

| Aquisgrana 17 gennaio 1970, ore 15:30 CET 19ª giornata | Alemannia Aquisgrana | 0 – 0 referto | Rot-Weiss Essen | Stadio Tivoli (10 000 spett.)\| Arbitro: \| Tschenscher \| |
| Arbitro:                                               | Tschenscher          |               |                 |                                                            |

| Arbitro: | Redelfs |

|                                      |           |                                      |
| Martinelli 9’ (rig.) Witt 22’ (aut.) | Marcatori | 26’ Gayer 43’ Patzke 70’, 78’ Brungs |

| Arbitro: | Herden |

|                                              |           |  |
| Handschuh 8’, 61’, 78’ Weidmann 14’ Zech 56’ | Marcatori |  |

| Arbitro: | Aldinger |

|                |           |                          |
| Hermandung 67’ | Marcatori | 29’ Simmet 50’, 62’ Rupp |

| Arbitro: | Schröck |

|                                                  |           |  |
| Siemensmeyer 25’, 41’, 49’ (rig.) Brune 36’, 59’ | Marcatori |  |

| Arbitro: | Siebert |

|  |           |                       |
|  | Marcatori | 36’ Seeler 60’ Zaczyk |

| Arbitro: | Horstmann |

|                    |           |  |
| Fröhlich 2’ (rig.) | Marcatori |  |

| Arbitro: | Ohmsen |

|          |           |                              |
| Sell 51’ | Marcatori | 18’ Sobieray 42’ Pohlschmidt |

| Arbitro: | Engel |

|                                                                        |           |  |
| Müller 18’, 84’ (rig.) Kupferschmidt 28’ Beckenbauer 57’ Roth 62’, 69’ | Marcatori |  |

| Arbitro: | Schulenburg |

|  |           |                                              |
|  | Marcatori | 36’ (aut.) Martinelli 64’ Laumen 87’ Sieloff |

| Arbitro: | Biwersi |

|                                                                        |           |                     |
| Grabowski 40’ (rig.), 85’ Kalb 59’ Nickel 67’ Heese 73’ Hölzenbein 87’ | Marcatori | 37’, 66’ Hermandung |

| Arbitro: | Heumann |

|              |           |          |
| Hoffmann 65’ | Marcatori | 9’ Fuchs |

| Arbitro: | Hennig |

|                                  |           |            |
| Wosab 2’ Neuberger 13’ Weist 21’ | Marcatori | 39’ Walter |

| Arbitro: | Regely |

|            |           |                  |
| Pöhler 19’ | Marcatori | 12’ (rig.) Ulsaß |

| Arbitro: | Mühling |

|                                |           |              |
| Görts 7’, 44’, 53’ Höttges 67’ | Marcatori | 56’ Tenbruck |

| Arbitro: | Hamer |

|                                  |           |                               |
| Tenbruck 6’ Kulik 19’ Gronen 39’ | Marcatori | 51’ Sondermann 76’ Rettkowski |

## Statistiche

### Statistiche di squadra
| Competizione | Punti | In casa | In casa | In casa | In casa | In casa | In casa | In trasferta | In trasferta | In trasferta | In trasferta | In trasferta | In trasferta | Totale | Totale | Totale | Totale | Totale | Totale | DR  |
| Competizione | Punti | G       | V       | N       | P       | Gf      | Gs      | G            | V            | N            | P            | Gf           | Gs           | G      | V      | N      | P      | Gf     | Gs     | DR  |
| ------------ | ----- | ------- | ------- | ------- | ------- | ------- | ------- | ------------ | ------------ | ------------ | ------------ | ------------ | ------------ | ------ | ------ | ------ | ------ | ------ | ------ | --- |
| Bundesliga   | 17    | 17      | 5       | 6       | 6       | 22      | 26      | 17           | 0            | 1            | 16           | 9            | 57           | 34     | 5      | 7      | 22     | 31     | 83     | -52 |
| Totale       | 17    | 17      | 5       | 6       | 6       | 22      | 26      | 17           | 0            | 1            | 16           | 9            | 57           | 34     | 5      | 7      | 22     | 31     | 83     | -52 |

### Andamento in campionato
| Giornata  | 1  | 2  | 3  | 4  | 5  | 6  | 7  | 8  | 9  | 10 | 11 | 12 | 13 | 14 | 15 | 16 | 17 | 18 | 19 | 20 | 21 | 22 | 23 | 24 | 25 | 26 | 27 | 28 | 29 | 30 | 31 | 32 | 33 | 34 |
| --------- | -- | -- | -- | -- | -- | -- | -- | -- | -- | -- | -- | -- | -- | -- | -- | -- | -- | -- | -- | -- | -- | -- | -- | -- | -- | -- | -- | -- | -- | -- | -- | -- | -- | -- |
| Luogo     | C  | T  | T  | C  | T  | C  | T  | C  | T  | C  | T  | C  | T  | C  | T  | C  | T  | T  | C  | C  | T  | C  | T  | C  | T  | C  | T  | C  | T  | C  | T  | C  | T  | C  |
| Risultato | N  | P  | P  | V  | P  | N  | P  | V  | P  | P  | P  | V  | P  | V  | P  | N  | P  | N  | N  | P  | P  | P  | P  | P  | P  | P  | P  | P  | P  | N  | P  | N  | P  | V  |
| Posizione | 10 | 18 | 17 | 13 | 15 | 17 | 17 | 14 | 15 | 17 | 17 | 16 | 17 | 17 | 17 | 17 | 17 | 17 | 17 | 17 | 17 | 18 | 18 | 18 | 18 | 18 | 18 | 18 | 18 | 18 | 18 | 18 | 18 | 18 |

Legenda:

Luogo: C = Casa; T = Trasferta. Risultato: V = Vittoria; N = Pareggio; P = Sconfitta.

### Statistiche dei giocatori
| Giocatore      | Bundesliga | Bundesliga | Bundesliga  | Bundesliga | Coppa di Germania | Coppa di Germania | Coppa di Germania | Coppa di Germania | Totale   | Totale | Totale      | Totale     |
| Giocatore      | Presenze   | Reti       | Ammonizioni | Espulsioni | Presenze          | Reti              | Ammonizioni       | Espulsioni        | Presenze | Reti   | Ammonizioni | Espulsioni |
| -------------- | ---------- | ---------- | ----------- | ---------- | ----------------- | ----------------- | ----------------- | ----------------- | -------- | ------ | ----------- | ---------- |
| K. Bechmann    | 26         | 0          | 0           | 0          | 0                 | 0                 | 0                 | 0                 | 26       | 0      | 0           | 0          |
| R. Brandenburg | 0          | 0          | 0           | 0          | 0                 | 0                 | 0                 | 0                 | 0        | 0      | 0           | 0          |
| C. Breuer      | 0          | 0          | 0           | 0          | 5                 | 0                 | 0                 | 0                 | 5        | 0      | 0           | 0          |
| A. Böhnen      | 0          | 0          | 0           | 0          | 5                 | 0                 | 0                 | 0                 | 5        | 0      | 0           | 0          |
| R. Claessen    | 15         | 2          | 0           | 0          | 0                 | 0                 | 0                 | 0                 | 15       | 2      | 0           | 0          |
| J. Daniel      | 0          | 0          | 0           | 0          | 0                 | 0                 | 0                 | 0                 | 0        | 0      | 0           | 0          |
| H. Ferdinand   | 0          | 0          | 0           | 0          | 5                 | 1                 | 0                 | 0                 | 5        | 1      | 0           | 0          |
| S. Frank       | 4          | 0          | 0           | 0          | 0                 | 0                 | 0                 | 0                 | 4        | 0      | 0           | 0          |
| H. Gronen      | 25         | 1          | 0           | 0          | 0                 | 0                 | 0                 | 0                 | 25       | 1      | 0           | 0          |
| H. Grümmer     | 0          | 0          | 0           | 0          | 1                 | 0                 | 0                 | 0                 | 1        | 0      | 0           | 0          |
| W. Habich      | 4          | 0          | 0           | 0          | 0                 | 0                 | 0                 | 0                 | 4        | 0      | 0           | 0          |
| E. Hermandung  | 34         | 4          | 0           | 0          | 5                 | 0                 | 0                 | 0                 | 39       | 4      | 0           | 0          |
| E. Hoffmann    | 21         | 2          | 0           | 0          | 5                 | 1                 | 0                 | 0                 | 26       | 3      | 0           | 0          |
| I. Ionescu     | 22         | 3          | 0           | 0          | 0                 | 0                 | 0                 | 0                 | 22       | 3      | 0           | 0          |
| J. Kapellmann  | 21         | 6          | 0           | 0          | 0                 | 0                 | 0                 | 0                 | 21       | 6      | 0           | 0          |
| K. Klostermann | 0          | 0          | 0           | 0          | 0                 | 0                 | 0                 | 0                 | 0        | 0      | 0           | 0          |
| K. Krott       | 20         | 3          | 0           | 0          | 0                 | 0                 | 0                 | 0                 | 20       | 3      | 0           | 0          |
| C. Kulik       | 0          | 0          | 0           | 0          | 0                 | 0                 | 0                 | 0                 | 0        | 0      | 0           | 0          |
| H. Kulik       | 2          | 1          | 0           | 0          | 0                 | 0                 | 0                 | 0                 | 2        | 1      | 0           | 0          |
| H. Liermann    | 8          | 0          | 0           | 0          | 0                 | 0                 | 0                 | 0                 | 8        | 0      | 0           | 0          |
| F. Mackowiak   | 0          | 0          | 0           | 0          | 5                 | 0                 | 0                 | 0                 | 5        | 0      | 0           | 0          |
| J. Martinelli  | 23         | 1          | 0           | 0          | 0                 | 0                 | 0                 | 0                 | 23       | 1      | 0           | 0          |
| W. Nievelstein | 5          | 0          | 0           | 0          | 0                 | 0                 | 0                 | 0                 | 5        | 0      | 0           | 0          |
| H. Osenberg    | 0          | 0          | 0           | 0          | 2                 | 0                 | 0                 | 0                 | 2        | 0      | 0           | 0          |
| R. Pawellek    | 34         | 1          | 0           | 0          | 5                 | 0                 | 0                 | 0                 | 39       | 1      | 0           | 0          |
| G. Prokop      | 20         | 0          | 0           | 0          | 0                 | 0                 | 0                 | 0                 | 20       | 0      | 0           | 0          |
| W. Pöhler      | 8          | 1          | 0           | 0          | 0                 | 0                 | 0                 | 0                 | 8        | 1      | 0           | 0          |
| H. Schauß      | 0          | 0          | 0           | 0          | 5                 | 1                 | 0                 | 0                 | 5        | 1      | 0           | 0          |
| W. Scholz      | 15         | 0          | 0           | 0          | 5                 | 0                 | 0                 | 0                 | 20       | 0      | 0           | 0          |
| H. Schors      | 0          | 0          | 0           | 0          | 0                 | 0                 | 0                 | 0                 | 0        | 0      | 0           | 0          |
| K. Sell        | 15         | 1          | 0           | 0          | 3                 | 0                 | 0                 | 0                 | 18       | 1      | 0           | 0          |
| U. Surau       | 0          | 0          | 0           | 0          | 0                 | 0                 | 0                 | 0                 | 0        | 0      | 0           | 0          |
| W. Tenbruck    | 27         | 3          | 0           | 0          | 5                 | 2                 | 0                 | 0                 | 32       | 5      | 0           | 0          |
| J. Thelen      | 28         | 0          | 0           | 0          | 4                 | 0                 | 0                 | 0                 | 32       | 0      | 0           | 0          |
| J. Walbeck     | 2          | 0          | 0           | 0          | 0                 | 0                 | 0                 | 0                 | 2        | 0      | 0           | 0          |
| C. Walter      | 33         | 1          | 0           | 0          | 4                 | 0                 | 0                 | 0                 | 37       | 1      | 0           | 0          |